# Розмитнення транспортних засобів
Розми́тнення тра́нспортних за́собів — вживаний у побутовій мові термін, який означає легалізацію транспортного засобу, придбаного за межами митної території держави, в якій відбувається розмитнення. Є окремим видом митного оформлення товарів, які ввозяться на територію України. 

## В Україні
Процедура розмитнення транспортних засобів в Україні визначена Митним кодексом України, міжнародними договорами, згоду на обов'язковість яких надала Верховна Рада України та підзаконними нормативно-правовими документами.
Процедура розмитнення починається до в'їзду транспортного засобу на митну територію України та включає в себе внесення завдатку в якості фінансової гарантії на регіональній митниці, оформлення попередньої декларації, подальший в'їзд транспорту на територію України, остаточне розмитнення на регіональній митниці та перша реєстрація транспорту в державних органах України.
Пропуск на митну територію України з метою вільного обігу та першу державну реєстрацію в Україні транспортних засобів за кодами товарних позицій 8701 20, 8702, 8703, 8704, 8705 згідно з УКТ ЗЕД (2371г-14) здійснюють за умови їх відповідності екологічним нормам "ЄВРО-5" з 1 січня 2016 року, за винятком транспортних засобів, вироблених в Україні або ввезених на митну територію України до 31 грудня 2015 року включно.
Для оформлення процедури розмитнення необхідно у регіональному митному відділі оформити попередню декларацію громадян (за наявності копій паспорта власника транспорту, ідентифікаційного номера платника податків, технічний паспорт транспорту та документ, який підтверджує право власності на транспорт). Попередня декларація оформлює до ввезення транспорту на митну територію України, а після ввезення оформлюється вантажна митна декларація громадян (за наявності тих самих документів, сертифікату відповідності та висновку експерта Національної поліції).